# Istvánkirályfalva
Istvánkirályfalva (1899-ig Istvánfalu, szlovákul Štefanová, németül Stephansdorf, Steffelsdorf) község Szlovákiában, a Pozsonyi kerületben, a Bazini járásban.

## Fekvése
Nagyszombattól 15 km-re nyugatra fekszik.

## Története
1595-ben említik először. Nevét temploma védőszentjéről, Szent István királyról kapta. A község lakói főként szőlőtermesztéssel foglalkoztak.
Fényes Elek geográfiai szótárában "Istvánfalu, (Stephanovcze), tót falu, Pozson vmegyében, Vöröskőtől keletre 1 1/2 órányira: 297 kath. lak., kath. paroch. templommal, erdővel, kövecses határral. F. u. gr. Pálffy Rudolf örökösei."
Vályi András szerint "ISTVÁNFALVA. Stefanóvce. Tót falu Posony Várm. földes Ura G. Pálfy Uraság, lakosai katolikusok, fekszik Nagy Szombathoz két mértföldnyire, Pudmeritzhez nem meszsze, határja középszerű 3 nyomásra van osztva, terem rozszsa, árpája, zabja, van réttye, szőleje is, erdeje nints, vagyonnyait Posonyban, és Bazinban adják el."
A trianoni békeszerződésig Pozsony vármegye Nagyszombati járásához tartozott.

## Népessége
| Év:            | 1994. | 2004.   | 2014.   | 2024.    |
| -------------- | ----- | ------- | ------- | -------- |
| Emberek száma: | 351   | 324     | 348     | 395      |
| Eltérés:       |       | -7,69 % | +7,40 % | +13,50 % |

| Év:            | 2023. | 2024.   |
| -------------- | ----- | ------- |
| Emberek száma: | 402   | 395     |
| Eltérés:       |       | -1,74 % |

1910-ben 351, túlnyomórészt szlovák lakosa volt.
2011-ben 323 lakosából 303 szlovák és 11 magyar.

## Nevezetességei

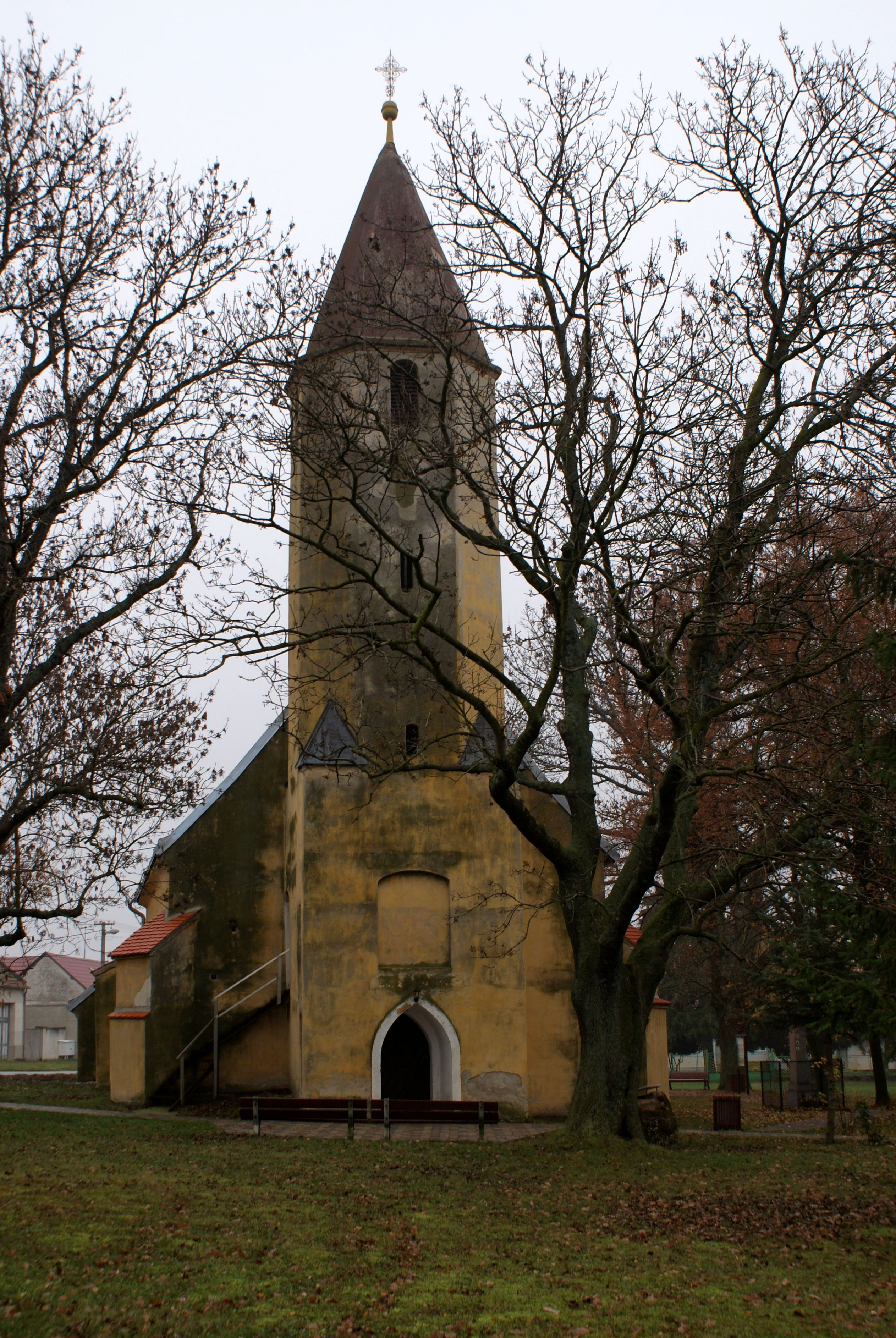
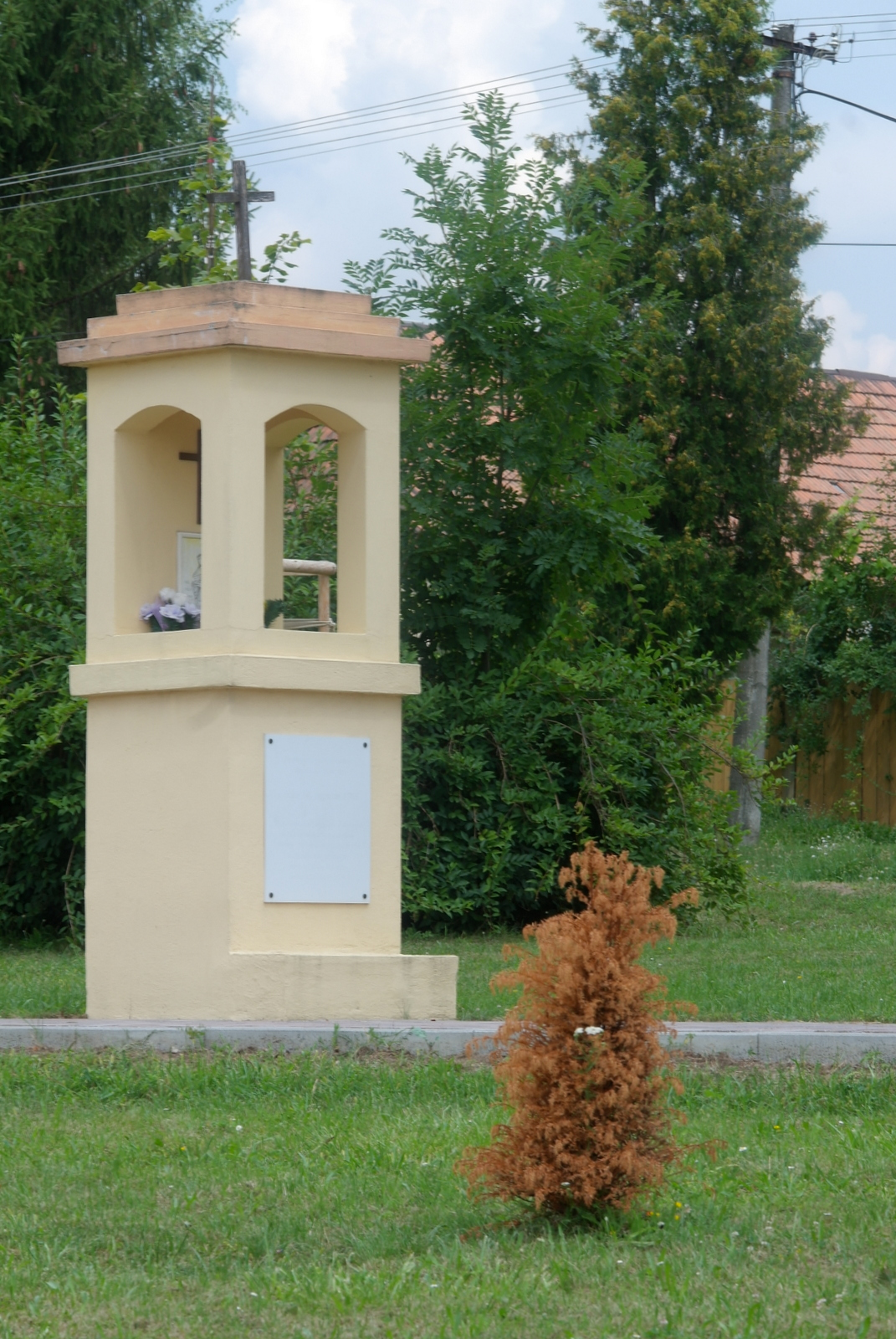
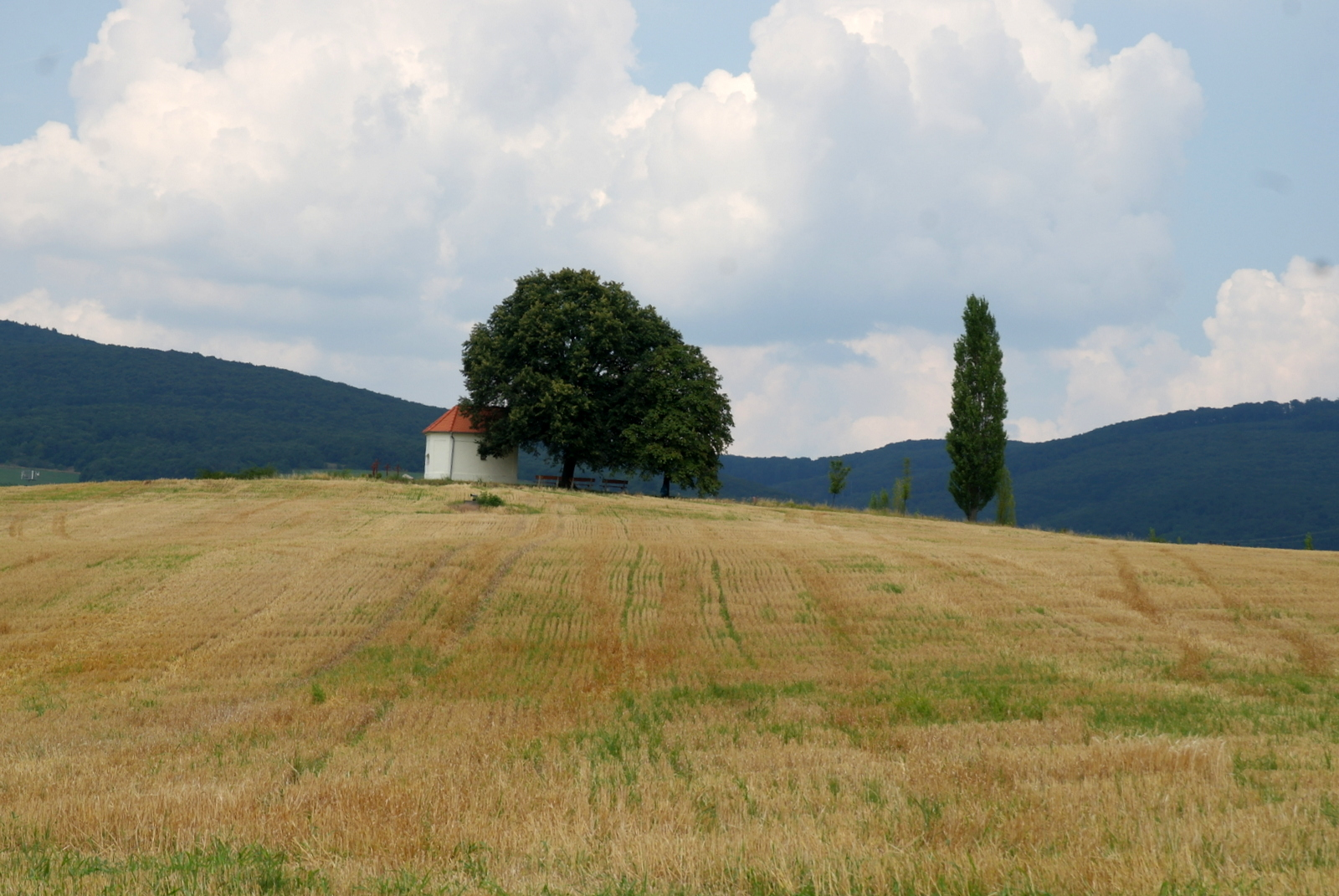

- Szent István király tiszteletére szentelt római katolikus temploma a 15. században épült.
- Kápolnáját Szent Rozália tiszteletére 1885-ben szentelték fel.
- Szent Vendel 1896-ban emelt szobra.
- A községtől 1 km-re délnyugatra fekszik a Gidrafai víztározó, mely a horgászok és a vízisportot kedvelők paradicsoma.

## Külső hivatkozások
- Községinfó
- Istvánkirályfalva Szlovákia térképén
- E-obce.sk Archiválva 2009. szeptember 14-i dátummal a Wayback Machine-ben